# 粟田口国吉
粟田口 国吉（あわたぐち くによし）は、日本の刀工。鎌倉時代中期に山城国を中心に活躍した刀工一派である粟田口派の刀工であり、受領名は左兵衛尉。

## 概要
粟田口則国（あわたぐちのりくに）の長男であるとされている。北条時頼に召されて鎌倉へ下り、その時には山内に住して「国高」と銘を切っていたとされている。しかし、時頼が国吉銘の懐剣を所持していたところ、色々な奇瑞があったので「国高」から元の国吉へと改めさせてたという説がある。年紀を切った作例として弘長2年（1262年）から弘安7年（1284年）のものがあるが、作刀当初でいえば宝治年間（1247年～1249年）に遡るものもあると推測される。
国吉も同派の刀工で短刀の名手と言われた粟田口吉光ほどではないが、短刀の作刀が多く、対して太刀などの作例は少ない。また、剣の作刀も上手だったようであり、両鎬造りで頭がかさ張らない上品な姿である。剣で大きいものでも26センチメートルが最長であり、20センチメートルをわずかに超えたようなものも存在する。

## 主な作品

### 重要文化財
以下のうち「鳴狐」以外はいずれも「国吉」二字銘である。
- 刀 銘左兵衛尉藤原国吉（号 鳴狐）（東京国立博物館蔵）[3]
- 太刀 銘国吉（号 小夜左庵国吉）（京都国立博物館蔵）[3]
- 剣 銘国吉（個人蔵）[3]
- 短刀 銘国吉（個人蔵）[3]

### 重要美術品
- 剣 銘国吉（徳川美術館蔵）[3]

### その他
- 短刀 銘国吉（京都国立博物館蔵）[3]
- 短刀 銘国吉（号 蛇切）（個人蔵）[3]
- 刀 無銘 粟田口（伝国吉）（刀剣ワールド財団蔵）[2]